# Domatha
Domatha is een geslacht van spinnen uit de  familie van de Thomisidae (krabspinnen).

## Soorten
- Domatha celeris (Kulczynski, 1911)
- Domatha vivida (Simon, 1895)